# Bahía Ballena (Osa)
Bahía Ballena es el quinto distrito del cantón de Osa, en la provincia de Puntarenas, en la costa pacífica sudoeste de Costa Rica. Su poblado principal es Uvita, en la playa del mismo nombre.

## Historia
Fue creado por Decreto Ejecutivo 20588-G-del Ministerio de Gobernación y Policía el 23 de julio de 1991, segregado del distrito primero, Puerto Cortés.

## Geografía
Bahía Ballena cuenta con un área de 158,33 km² y una altitud media de 12 m s. n. m.
El distrito básicamente ocupa una estrecha franja costera entre el océano Pacífico y la Fila Costeña o Brunqueña. 
En este distrito se encuentra el parque nacional marino Ballena, que cuenta con una extensión de 110 ha terrestres y 5.375 ha marinas. Fue creado por Decreto Ejecutivo n.º 19441-MIRENEM (Ministerio de Recursos Naturales, Energía y Minas), del 14 de diciembre de 1989.

### Playas
Sus playas son de oleaje fuerte y generalmente rectilíneas, aptas para la práctica del surf. Playa Dominical se encuentra en este distrito.

## Demografía
Para el año 2022, Bahía Ballena cuenta con una población estimada de 4384 habitantes, y para el último censo efectuado, en 2011, Bahía Ballena contaba con una población de 3306 habitantes.

## Localidades
Esta unidad administrativa tiene como cabecera a la Villa de Uvita, y los siguientes poblados con nombre oficial: Bahía Ballena, Cambutal, Dominical, Dominicalito, Escaleras, Piñuela, Playa Hermosa, Quebrada Grande, San Josecito, San Martín y Tortuga Arriba.

## Transporte

### Carreteras
Al distrito lo atraviesan las siguientes rutas nacionales de carretera:
- Ruta nacional 34

## Imágenes

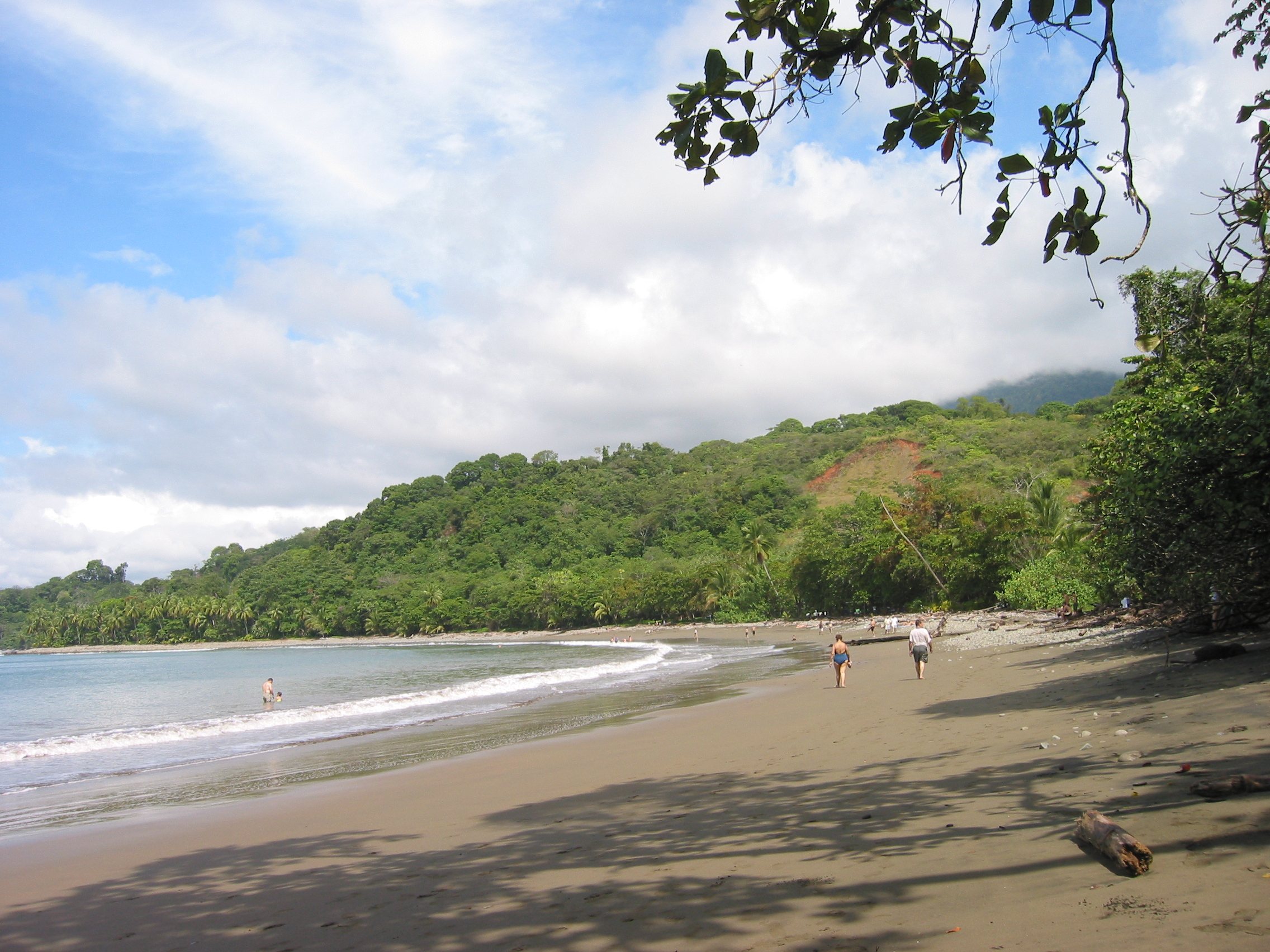
Playa Piñuelas